# Gropkvistlav
Gropkvistlav (Fellhaneropsis myrtillicola) är en lavart som först beskrevs av Erichsen, och fick sitt nu gällande namn av Sérus. & Coppins. Gropkvistlav ingår i släktet Fellhaneropsis och familjen Pilocarpaceae.  Arten är reproducerande i Sverige. Inga underarter finns listade i Catalogue of Life.